# Dogmatyka katolicka
Dogmatyka katolicka – wielotomowa praca z zakresu teologii dogmatycznej, autorstwa Wincentego Granata, wydana przez Towarzystwo Naukowe Katolickiego Uniwersytetu Lubelskiego w latach 1959–64 w Lublinie. Sztandarowe dzieło polskiej teologii przedsoborowej. Omawia zagadnienia według metody scholastycznej i w duchu tomizmu.
Dogmatyka katolicka, jest jedyną tak obszerną (ponad 4500 stron) i wyczerpującą pracą z zakresu dogmatyki napisaną samodzielnie przez jednego polskiego teologa. Jej zaletą jest całościowe ujęcie w połączeniu z erudycyjną znajomością literatury przedmiotu. Ukończona została tuż przed rozpoczęciem Soboru Watykańskiego II i autor po jego zakończeniu czuł się w obowiązku napisać ją w nowy sposób, co zrobił w pracy Ku człowiekowi i Bogu w Chrystusie. Zarys dogmatyki katolickiej, Tom 1 i 2, Lublin 1972-74 s.579 i 758
Kolejne tomy ukazywały się w kolejności odmiennej od ich miejsca w całej strukturze dzieła.
- Wincenty Granat: Bóg jeden w Trójcy Osób. T. 1. Lublin: Towarzystwo Naukowe Katolickiego Uniwersytetu Lubelskiego, 1962, s. 472.
- Wincenty Granat: Bóg Stwórca – Aniołowie – Człowiek. T. 2. Lublin: Towarzystwo Naukowe Katolickiego Uniwersytetu Lubelskiego, 1961, s. 457.
- Wincenty Granat: Chrystus Bóg-Człowiek. T. 3. Lublin: Towarzystwo Naukowe Katolickiego Uniwersytetu Lubelskiego, 1959, s. 341.
- Wincenty Granat: Chrystus Odkupiciel i Kościół – Jego Mistyczne Ciało. T. 4. Lublin: Towarzystwo Naukowe Katolickiego Uniwersytetu Lubelskiego, 1960, s. 400.
- Wincenty Granat: O Łasce Bożej udzielanej przez Chrystusa Odkupiciela. T. 5. Lublin: Towarzystwo Naukowe Katolickiego Uniwersytetu Lubelskiego, 1959, s. 267.
- Wincenty Granat: Teologiczna wiara, nadzieja i miłość. T. 6. Lublin: Towarzystwo Naukowe Katolickiego Uniwersytetu Lubelskiego, 1960, s. 448.
- Wincenty Granat: Sakramenty święte. Cz. 1. Sakramenty w ogólności. Eucharystia. T. 7. Lublin: 1961, s. 476.
- Wincenty Granat: Sakramenty święte. Cz. 2. Chrzest. Bierzmowanie. Pokuta. T. 7. Lublin: Towarzystwo Naukowe Katolickiego Uniwersytetu Lubelskiego, 1966, s. 417.
- Wincenty Granat: Eschatologia. Rzeczy ostateczne człowieka i świata. T. 8. Lublin: Towarzystwo Naukowe Katolickiego Uniwersytetu Lubelskiego, 1962, s. 400.
- Wincenty Granat: Synteza. T. 9. Lublin: Towarzystwo Naukowe Katolickiego Uniwersytetu Lubelskiego, 1964, s. 480.